# Dubiaranea tristis
Dubiaranea tristis là một loài nhện trong họ Linyphiidae. Loài này được phát hiện ở Argentina.